# 第9高射特科大隊
第9高射特科大隊（だいきゅうこうしゃとっかだいたい、JGSDF 9th Antiaircraft Artillery Battalion）は、陸上自衛隊岩手駐屯地（岩手県滝沢市）に駐屯する第9師団隷下の高射特科部隊である。

## 沿革
第9特科連隊第3大隊
- 1957年（昭和32年）
  - 2月1日：第9混成団第9特科連隊第3大隊が郡山駐屯地に新編。
  - 8月15日：第9特科連隊第3大隊が郡山駐屯地から岩手駐屯地に移駐。

第9特科連隊第6大隊
- 1962年（昭和37年）8月15日：第9混成団の第9師団への改編に伴い、第3大隊が第6大隊に改編。
- 1973年（昭和48年）3月27日：35mm2連装高射機関砲 L-90の配備に伴い、改編。
- 1987年（昭和62年）7月29日：81式短距離地対空誘導弾が配備開始。
- 1988年（昭和63年）3月25日：第1・第2高射中隊に81式短距離地対空誘導弾および79式対空レーダ装置 JTPS-P9の配備が完了。

第9高射特科大隊
- 1990年（平成02年）3月26日：第9特科連隊第6大隊（岩手駐屯地）が第9高射特科大隊として分離・独立、師団直轄となる。
- 2010年（平成22年）3月26日：後方支援体制変換に伴い、整備部門を第9後方支援連隊第2整備大隊高射直接支援隊へ移管。

## 部隊編成
- 第9高射特科大隊本部
- 本部管理中隊「9高特-本」
- 第1高射中隊「9高特-1」：93式近距離地対空誘導弾
- 第2高射中隊「9高特-2」：81式短距離地対空誘導弾

## 整備支援部隊
- 第9後方支援連隊第2整備大隊高射直接支援隊「9後支-2整-高」（岩手駐屯地）：2010年（平成22年）3月26日から

第9高射特科大隊の整備体制は、各中隊の整備班、本部管理中隊の整備小隊、それ以上の段階の整備は第9師団隷下の野整備部隊の第9武器隊が行っていたが2010年（平成22年）3月の第9師団の後方支援体制変換に伴い、第9後方支援連隊が改編され大隊内の整備部門をその隷下の第2整備大隊高射直接支援隊へ移管した。

## 主要装備
- 81式短距離地対空誘導弾
- 93式近距離地対空誘導弾
- 対空レーダ装置 JTPS-P14
- 低空レーダ装置 JTPS-P18
- 師団対空情報処理システム
- 1/2tトラック / 73式小型トラック
- 1 1/2tトラック / 73式中型トラック
- 3 1/2tトラック / 73式大型トラック
- 89式5.56mm小銃

## 警備隊区
花巻市、遠野市、釜石市、上閉伊郡大槌町、紫波郡紫波町